# Nordiska mästerskapen i brottning 1984
Nordiska mästerskapen i brottning 1984 hölls den 31 mars 1984 i Tønsberg i Norge. Det var den 27:e upplagan av tävlingen.

## Medaljtabell
*   Värdland ( Norge)
| Nr                  | Nation              | Guld | Silver | Brons | Totalt |
| ------------------- | ------------------- | ---- | ------ | ----- | ------ |
| 1                   | Sverige             | 5    | 4      | 1     | 10     |
| 2                   | Finland             | 4    | 3      | 3     | 10     |
| 3                   | Norge*              | 1    | 3      | 5     | 9      |
| 4                   | Danmark             | 0    | 0      | 1     | 1      |
| Totalt (4 nationer) | Totalt (4 nationer) | 10   | 10     | 10    | 30     |

## Resultat

### Grekisk-romersk stil
| Gren    | Guld                  | Silver              | Brons              |
| 48 kg   | Jukka-Pekka Tanner    | Kent Andersson      | Ole Jacobsen       |
| 52 kg   | Jon Rønningen         | Taisto Halonen      | Anders Bükk        |
| 57 kg   | Benni Ljungbeck       | Ronny Sigde         | Pentti Rasinkangas |
| 62 kg   | Hannu Övermark        | Kent-Olle Johansson | Morten Brekke      |
| 68 kg   | Tapio Sipilä          | Gerry Svensson      | Atle Støve         |
| 74 kg   | Jouko Salomäki        | Magnus Fredriksson  | Morten Hagebø      |
| 82 kg   | Adrian Berg von Linde | Klaus Mysen         | Jari Salomäki      |
| 90 kg   | Christer Gulldén      | Toni Hannula        | Pål Berger         |
| 100 kg  | Frank Andersson       | Keijo Manni         | Frode Mjølner      |
| +100 kg | Tomas Johansson       | Roy Fjellbu         | Pekka Mäkelä       |